# 원숭이얼굴박쥐속
원숭이얼굴박쥐속(Pteralopex)은 큰박쥐과에 속하는 박쥐 속의 하나이다. 멜라네시아의 솔로몬제도 열대 우림에 제한적으로 분포하며, 국제 자연 보전 연맹(IUCN)이 모든 종을 "멸종위기종" 또는 "멸종위급종"으로 분류할 정도로 심각한 멸종 위협을 받고 있다. 두 종, 뉴조지아원숭이얼굴박쥐(P. taki)과 큰원숭이얼굴박쥐(P. flanneryi)는 2000년 이후에 발견되었다.

## 하위 종
이전에 원숭이얼굴박쥐속으로 분류했던 피지원숭이얼굴박쥐(Mirimiri acrodonta)는 최근에 별도의 단일속(
Mirimiri)으로 분리되었다.
- 부건빌원숭이얼굴박쥐 (P. anceps)
- 과달카날원숭이얼굴박쥐 (P. atrata)
- 큰원숭이얼굴박쥐 (P. flanneryi)[3]
- 산지원숭이얼굴박쥐 (P. pulchra)
- 뉴조지아원숭이얼굴박쥐 (P. taki)[4]